# Микуланинець Йосип Йосипович
Йосип Йосипович Микуланинець (рос. Иосиф Иосифович Микуланинец; нар. 7 січня 1959, с. Нове Давидково, Мукачівський район, Закарпатська обл.) — український радянський футболіст, півзахисник. Виступав, зокрема за «Динамо» (Київ) і «Карпати» (Львів).
Виступав за дублюючий склад «Динамо» (Київ), у 1977—1979 роках забив за нього 3 голи. Провів 1 матч в основній команді — в 1/16 фіналу Кубка СРСР 1978 проти «Спартака» Рязань («Динамо» того сезону виграло трофей).
У сезоні 1980 зіграв 7 поєдинків у вищій лізі за львівські «Карпати» (перейшов туди перед початком сезону 1980 з іншим закарпатцем, що грав за дубль «Динамо» — Матвієм Бобалем).
Грав за «Закарпаття» (Ужгород), за любительську команду «Здоров'я» (Ужгород), у ранзі тренера 2009 року виграв з нею чемпіонат Ужгорода. Тренер з футболу в ДЮСШ (Ужгород).